# Ligne de Birtouta à Zéralda
La ligne de Birtouta à Zéralda est l'une des lignes du réseau ferré de la banlieue d'Alger de la banlieue algéroise. Elle relie la gare de Birtouta à celle de Zéralda et a été inaugurée le 1er novembre 2016.

## Histoire
Le projet de ligne ferroviaire reliant Birtouta à Zéralda s’inscrit dans le cadre du projet d’aménagement ferroviaire de la région algéroise. Qualifié de « névralgique », il a pour objet de desservir les villes du littoral situées à l'ouest d'Alger (Zéralda, Chéraga, Staoueli) et les villes situées sur les collines du sud-ouest d'Alger (Souidania, Rahmania, Mahelma, Douera), ainsi que la ville nouvelle de Sidi Abdellah, par une ligne ferroviaire pour le trafic voyageurs et le fret afin de décharger les routes de la région continuellement engorgées,.
La construction de la ligne ferroviaire à double  voie électrifiée reliant  Birtouta et Zéralda, via la ville nouvelle de Sidi  Abdellah, a été déclarée d'utilité publique par le décret no 08-137 du 10 mai 2008 publié au Journal officiel algérien du  11 mai 2008.
La réalisation de cette ligne a été confiée la société algérienne Infrafer et à l'entreprise turque Yapı Merkezi (en),. Les études ont été confiées au groupement PBZ, composé des bureaux d’études SETIRAIL, SIDEM et SAETI. Les travaux ont débuté en septembre 2011.
Après cinq ans de travaux, la ligne est achevée en octobre 2016. Le coût total de la construction de la ligne et de ses gares est de 35 milliards de dinars.
L'inauguration de la ligne, prévue initialement en décembre 2015, puis en octobre 2016, devait avoir lieu le 1er novembre 2016,. Seule la réception de la ligne a été prononcée 1er novembre 2016 mais sans mise en service des trains,. La ligne a finalement été inaugurée le 11 décembre 2016 par le président algérien Abdelaziz Bouteflika,.

## La ligne

### Caractéristiques de la ligne
D'une longueur de 21 km, la ligne est électrifiée en 25 KV à 50 Hz, et est à double voie.

### Tracé et profil
La ligne Birtouta-Zérada prend naissance au sud de la gare de Birtouta en se débranchant de la ligne historique d'Alger à Oran. La ligne quitte la plaine de la Mitidja pour se diriger vers le nord-ouest en direction des collines du sud-ouest d'Alger. Elle atteint ensuite la ville de Zéralda, dans le sahel algérois, ou elle a son terminus, la gare de Zéralda, au bord de la forêt de Zéralda.

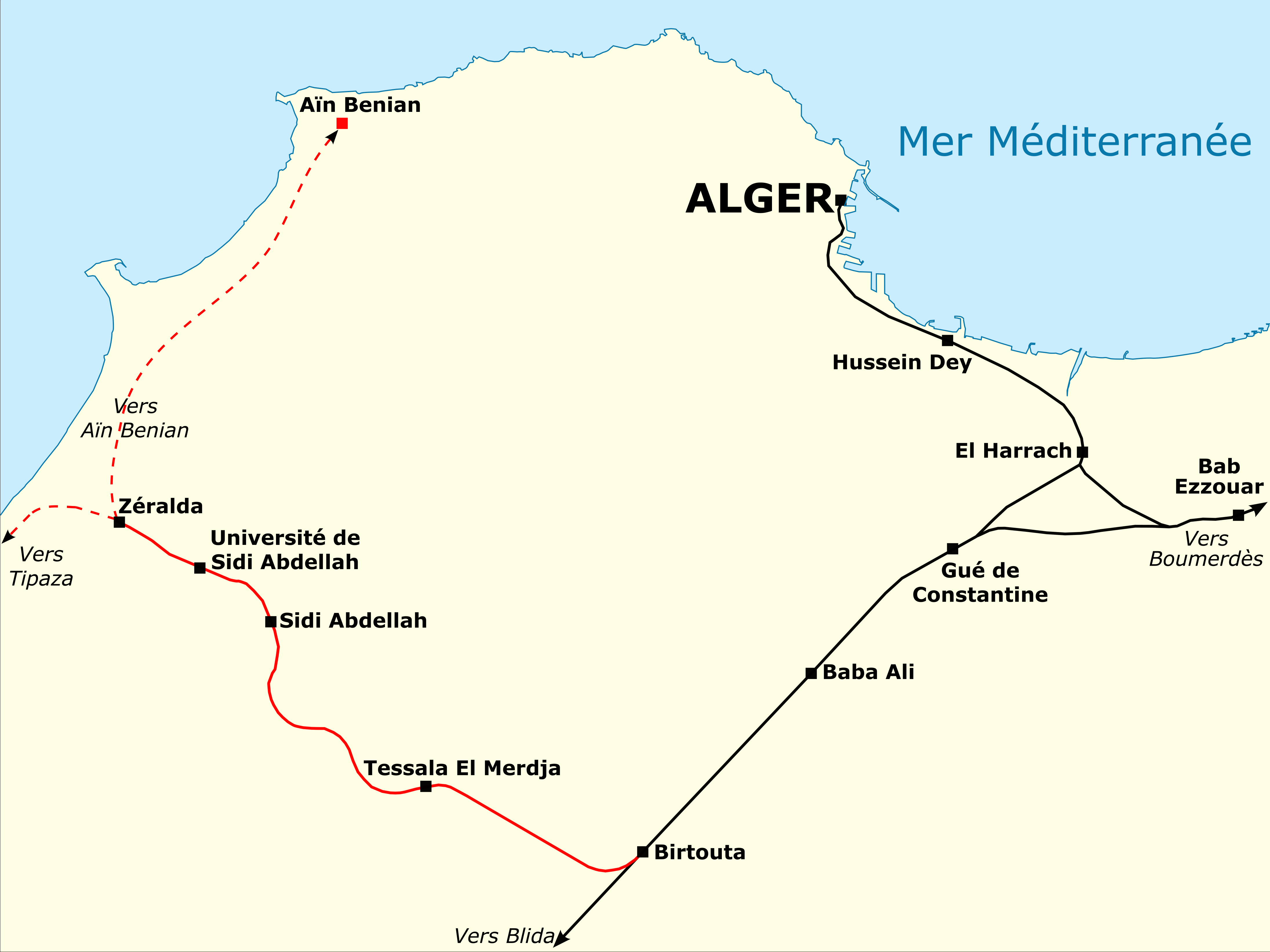
Le réseau ferré de la banlieue d'Alger avec la nouvelle ligne de Birtouta à Zéralda et les projets d'extensions.

### Ouvrages d'art

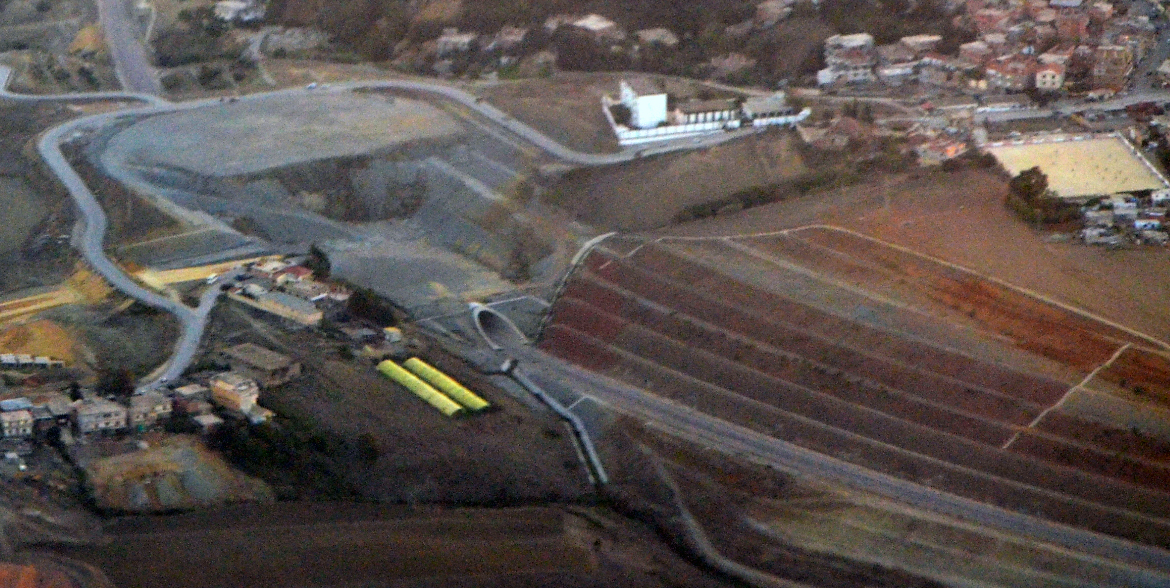
Tunnel près de la nouvelle ville de Sidi Abdellah.

La ligne Birtouta - Zéralda comporte de nombreux ouvrages d'art,, :
- douze ponts, dont cinq ponts rail et  sept ponts routiers, d’une longueur linéaire totale de 784 m ;
- quatre viaducs, dont le viaduc à proximité du barrage de Douéra, d’une longueur linéaire totale de 1 914 m ;
- un tunnel en tranchée couverte d'une longueur 341 m.

Situés dans une région sismique, les viaducs de la ligne sont équipés de dispositifs parasismiques développés par la société Freyssinet, filiale du groupe Vinci, qui a  conçu et construit les tabliers des trois principaux viaducs,.

### Vitesses de la ligne
La vitesse moyenne des trains sur l'ensemble de la ligne sera de 140 km/h.

## Service ferroviaire
La ligne est  utilisée par les trains de la banlieue d'Alger assurant la liaison Alger - Zéralda. 
La durée du trajet entre Alger et Zéralda est de quarante minutes en moyenne. Aux heures de pointe, les gares de Birtouta à Zéralda sont desservies à raison d'un train toutes les 40 minutes,,.

## Gares de la ligne
Outre la gare existante de Birtouta, la ligne comportera quatre nouvelle gares : la gare de Tessala El Merdja, la gare de Sidi Abdellah, la gare de l'Université de Sidi Abdellah et la gare de Zéralda.
|  |   |  | Gares                       | Communes |
|  | - |  | --------------------------- | -------- |
|  | ■ |  | Birtouta                    | Birtouta |
|  | ● |  | Tessala El Merdja           | Douera   |
|  | ● |  | Sidi Abdellah               | Mahelma  |
|  | ● |  | Université de Sidi Abdellah | Mahelma  |
|  | ■ |  | Zéralda                     | Zéralda  |

## Extensions
Deux projets d'extension de la ligne Birtouta - Zéralda sont en cours d'étude, :
- la ligne de Zéralda à Aïn Bénian ;
- la ligne de Zéralda à Gouraya (Tipaza).

Les deux lignes seront électrifiées.

### Ligne Zéralda - Aïn Benian
La ligne de Zéralda à Aïn Bénian, via Staoueli et Chéraga aura une longueur de 15 km.

### Ligne Zéralda - Gouraya
La ligne de Zéralda à Gouraya, via  Bou Ismaïl, Fouka et Tipaza, aura une longueur de 90 km et permettra de desservir le futur port d'Alger qui sera construit sur le site El Hamdania à proximité de  Cherchell,.